# Bourreria cumanensis
Bourreria cumanensis là loài thực vật có hoa trong họ Mồ hôi. Loài này được (Loefl.) Gürke mô tả khoa học đầu tiên năm 1891.